# Heinrich von Mecheln
Heinrich (Bate oder Baten) [und/oder] von Mecheln (auch: Henricus Bate, Heinrich Bate de Malines, Henricus Batenus Mechliniensis, Henry Bate; * 24. März 1246; † nach 1310) war ein Philosoph, Übersetzer und Astronom.

## Leben
Heinrich wurde in Paris ausgebildet und erlangte vor 1274 die Magisterwürde. Er war ein Schüler des Thomas von Aquin, vielleicht auch des Albertus Magnus. Er nahm am 2. Konzil von Lyon teil. In Lüttich wurde er vor 1289 Kanoniker und Kantor an der Kathedrale. Seine Publikationen ignorierten die Verbote der Beschäftigung mit Averroes. Er unterrichtete Guy de Hainaut, den Bruder von Johann von Avesnes, für welchen er 1285–1305 sein Hauptwerk, Speculum divinorum et quorundam naturalium (Spiegel göttlicher Dinge und einiger Naturdinge), verfasste. Um 1309 zog er sich in die Abtei Tongerlo zurück, wo er sein Leben beendete.

## Werk
- Speculum divinorum et quorundum naturalium
  - hg. G. Wallerand, 1931
  - hg. E. van de Vyver, Bd. 1/1-2 und Bd. 2/2-3, Paris 1960 / 1967
  - Teile 4-7, 11-12, 20-23 hg. Carlos Steel u. a., 4 Bände, Löwen 1990, 1993, 1994, 1996.
  - Eine neuplatonisch beeinflusste Darstellung von natürlicher und v. a. intelligibler Welt.
- Liber servi Dei de Machlinia
  - Eine Autobiographie in astrologischer Darstellung.
- Übersetzungen von Traktaten des Abraham ibn Esra und Abū Maʿšar al-Balh̲ī in Kooperation mit Hagin (dem Juden) und Obert de Montdidier 1292 in Rom erarbeitet.
- Trakte und Kommentare zu ibn Ezra und Abū Maʿšar.
- Magistralis compositio astrolabii
  - Traktat über das Astrolabium, bei Erhard Ratdolt 1485 gedruckt; seinem Freund Wilhelm von Moerbeke gewidmet
- Traktat über das Äquatorium, bei Erhard Ratdolt 1485 gedruckt
- Tabule mechlinenses, astronomische Tafeln, wohl überliefert in einer Fassung von 1285 bis 1295

## Rezeption
Heinrichs Hauptwerk wurde von Nikolaus von Kues gelesen und mit Randnotizen versehen.